# Altavista (Virgínia)
Altavista é uma cidade  localizada no estado norte-americano de Virginia, no Condado de Campbell.

## Demografia
Segundo o censo norte-americano de 2000, a sua população era de 3425 habitantes.
Em 2006, foi estimada uma população de 3384, um decréscimo de 41 (-1.2%).

## Geografia
De acordo com o United States Census Bureau tem uma área de
12,8 km², dos quais 12,7 km² cobertos por terra e 0,1 km² cobertos por água. Altavista localiza-se a aproximadamente 210 m acima do nível do mar.

## Localidades na vizinhança
O diagrama seguinte representa as localidades num raio de 32 km ao redor de Altavista.